# جانی آلن
جانی آلن (انگلیسی: Jonny Allan؛ زادهٔ ۲۴ مهٔ ۱۹۸۳) بازیکن فوتبال اهل بریتانیا است.
از باشگاه‌هایی که در آن بازی کرده‌است می‌توان به باشگاه فوتبال سلتیک نیشن، باشگاه فوتبال گیتزهد، باشگاه فوتبال کارلایل یونایتد، باشگاه فوتبال نورتویچ ویکتوریا، و باشگاه فوتبال هروگیت تاون اشاره کرد.